# 事業団
事業団（じぎょうだん）
1. 国の経済政策、社会政策を実施するために政府、地方自治体、公社などが出資して設立する公共法人のことである。独立採算性は求められておらず、公団よりも規模が小さい。2001年（平成13年）に策定された特殊法人等整理合理化計画により、ほとんどの事業団が、他の公団、事業団と統廃合されて、独立行政法人や特殊法人となった。
2. 事業を行う団体の名称

## 現存する事業団
- 日本私立学校振興・共済事業団
- 日本下水道事業団（ただし、政府出資が廃止され、地方共同法人となった。）

## 改組・廃止された事業団
- 動力炉・核燃料開発事業団

核燃料サイクル開発機構を経て日本原子力研究所と統合し独立行政法人日本原子力研究開発機構に移管
- 宇宙開発事業団

宇宙科学研究所、 航空宇宙技術研究所と統合し、独立行政法人宇宙航空研究開発機構(JAXA)に移管
- 科学技術振興事業団

独立行政法人科学技術振興機構に移管
- 環境事業団

独立行政法人環境再生保全機構に移管
- 国際協力事業団

独立行政法人国際協力機構に移管
- 社会福祉・医療事業団

独立行政法人福祉医療機構に移管
- 年金福祉事業団

年金資金運用基金に移管
- 農畜産業振興事業団

野菜供給安定基金と統合し、独立行政法人農畜産業振興機構に移管
- 八郎潟新農村建設事業団

1978年解散、農用地開発公団に承継
- 金属鉱業事業団

石油公団と統合し、独立行政法人石油天然ガス・金属鉱物資源機構に移管
- 中小企業事業団

中小企業信用保険公庫と統合し、中小企業総合事業団に移管
- 中小企業総合事業団

信用部門を切り離し、地域振興整備公団の一部産業基盤整備基金とともに統合し、独立行政法人中小企業基盤整備機構に移管
- 日本国有鉄道清算事業団

日本鉄道建設公団国鉄清算事業本部に移管
- 運輸施設整備事業団

日本鉄道建設公団と統合し、独立行政法人鉄道建設・運輸施設整備支援機構に移管
- 簡易保険福祉事業団

日本郵政公社簡易保険事業本部に移管
- 労働福祉事業団

独立行政法人労働者健康福祉機構に移管
- 雇用促進事業団

独立行政法人雇用・能力開発機構に移管（その後2011年10月1日に廃止され、独立行政法人高齢・障害・求職者雇用支援機構、各都道府県労働局、独立行政法人勤労者退職金共済機構に移管）

## その他
- 聖隷福祉事業団（社会福祉法人）
- 日本テレビ小鳩文化事業団（公益財団法人）
- NHK厚生文化事業団（社会福祉法人）
- 新技術開発事業団（特殊法人、1989年で名称を新技術事業団に改める）
- 国際厚生事業団（社団法人）
- 仙台市市民文化事業団（公益財団法人。2004年には仙台市歴史文化事業団と統合）
- 神戸市開発管理事業団（財団法人。ケーブルテレビ事業など）
- 読売光と愛の事業団（社会福祉法人）
- 長野県文化振興事業団
- 富士福祉事業団
- いわさきちひろ記念事業団
- 日本生涯教育事業団
- 東京都福利厚生事業団
- テレビ朝日福祉文化事業団
- 骨髄バンク支援基金事業団
- 愛知県健康づくり振興事業団（公益財団法人）
- 関西テレビ青少年育成事業団（公益財団法人）
- 大館市文教振興事業団
- 盛岡市文化振興事業団
- 岩手県スポーツ振興事業団
- 河北文化事業団
- 南相馬市文化振興事業団
- いわき市教育文化事業団
- 仙台市スポーツ振興事業団
- 山形市文化振興事業団（最上義光歴史館、山寺芭蕉記念館等）
- 国際ハイウェイ建設事業団
- 朝日新聞厚生文化事業団
- 南東北保健福祉事業団
- 桐生市市民文化事業団
- 桐生市スポーツ文化事業団
- 武蔵野生涯学習振興事業団
- 東京都スポーツ文化事業団（東京体育館、東京武道館等）
- 徳間事業団
- 安田生命社会事業団
- 横浜市スポーツ振興事業団
- 救世軍社会事業団
- 土浦市産業文化事業団
- 生長の家社会事業団
- NPO法人まほろば教育事業団
- 群馬県教育文化事業団
- 日本労働者協同組合連合会センター事業団
- 世田谷区社会福祉事業団
- 北区社会福祉事業団
- 戸田市文化体育振興事業団
- 品川文化振興事業団
- 社会福祉法人日の基社会事業団
- 毎日新聞社会事業団
- 大垣市文化事業団
- 富山市民文化事業団
- 名古屋市文化振興事業団（名古屋市民会館、名古屋市芸術創造センター等）
- 金沢市スポーツ事業団
- 岐阜県イベント・スポーツ振興事業団（岐阜メモリアルセンター、長良川球場）
- 福井県文化振興事業団
- 四日市市まちづくり振興事業団
- 若桜町観光開発事業団
- 筆の里振興事業団
- 名古屋タイムズ社会事業団
- 長野県文化振興事業団（長野県県民文化会館、長野県松本文化会館）
- 静岡新聞・静岡放送文化福祉事業団
- 石川県音楽文化振興事業団（石川県立音楽堂、オーケストラ・アンサンブル金沢）
- 高岡市民文化振興事業団（高岡市美術館、高岡市立博物館）
- 高岡市民スポーツ振興事業団
- 多治見市文化振興事業団
- 三重県文化振興事業団
- 越前市文化振興・施設管理事業団
- 茨木市障害者事業団
- 吹田市文化振興事業団
- 守口市スポーツ振興事業団
- 尼崎市スポーツ振興事業団（尼崎市記念公園野球場、尼崎市記念公園陸上競技場）
- 滋賀県社会福祉事業団
- 神戸聖隷福祉事業団
- 坂井市文化振興事業団
- 大阪狭山市文化振興事業団
- 箕面市文化振興事業団
- 堺市教育スポーツ振興事業団
- 兵庫県社会福祉事業団
- 住友生命社会福祉事業団
- 八尾市文化振興事業団

- 舞鶴市文化事業団
- 岡山県総合協力事業団
- 倉吉市教育振興事業団（倉吉市営野球場、倉吉市営関金野球場）
- 岡山県総合協力事業団
- 中国新聞社会事業団
- 山陽新聞社会事業団
- 広島県福祉事業団
- 広島市歴史科学教育事業団
- 広島県教育事業団
- 淡路開発事業団
- 福山市体育振興事業団（福山市民球場、福山市竹ヶ端運動公園陸上競技場、福山市緑町公園屋内競技場など）
- 浜田市教育文化振興事業団
- 倉敷市スポーツ振興事業団
- 米子市教育文化事業団
- 丸亀市福祉事業団
- 徳島県社会福祉事業団
- 愛媛県スポーツ振興事業団
- 高知市スポーツ振興事業団（高知市野球場、高知市東部総合運動場野球場）
- 愛媛県スポーツ振興事業団（愛媛県総合運動公園陸上競技場、松山中央公園）
- 高松市スポーツ振興事業団（高松市総合体育館、高松市香川総合体育館）
- 鳥取県観光事業団
- 廿日市市文化スポーツ振興事業団
- やわた市民文化事業団
- 熊本市社会教育振興事業団（熊本市水前寺競技場、熊本市総合体育館・青年会館）
- 熊本県スポーツ振興事業団（熊本県民総合運動公園、熊本県民総合運動公園陸上競技場）
- 熊本県スポーツ振興事業団
- 沖縄観光開発事業団
- 筑後広域公園振興事業団
- 若桜町観光開発事業団
- 宮崎県家畜改良事業団
- 島原市教育文化振興事業団